# یلناتس
یلناتس (به صربی: Jelenac) یک منطقهٔ مسکونی در صربستان است که در توپولا واقع شده‌است. یلناتس ۳۷۵ نفر جمعیت دارد.